# Anutschino (Primorje)
Anutschino (russisch Ану́чино) ist ein Dorf (selo) in der Region Primorje in Russland mit 4239 Einwohnern (Stand 1. Oktober 2021).

## Geographie
Der Ort liegt etwa 130 km Luftlinie nordöstlich des Regionsverwaltungszentrums Wladiwostok im südwestlichen Teil des Sichote-Alin. Er befindet sich am linken Ufers des linken Ussuri-Nebenflusses Arsenjewka (früher Daubiche), gegenüber der Einmündung des Zuflusses Muraweika (früher Erldagou).
Anutschino ist Verwaltungszentrum des Rajons Anutschinski sowie Sitz der Landgemeinde Anutschinskoje selskoje posselenije. Zu dieser gehören weiterhin die zehn Dörfer Aurowka (10 km südlich), Grodekowo (14 km südöstlich), Jasnaja Poljana (18 km südlich), Jelowka (20 km südöstlich), Muraweika (19 km ostsüdöstlich), Nowogordejewka (11 km nordöstlich), Nowowarwarowka (6 km westlich), Schekljajewo (16 km nordöstlich), Starogordejewka (7 km nordöstlich) und Tajoschka (20 km nordöstlich) sowie die Siedlungen Orlowka (20 km westlich) und Tigrowy (26 km südwestlich).

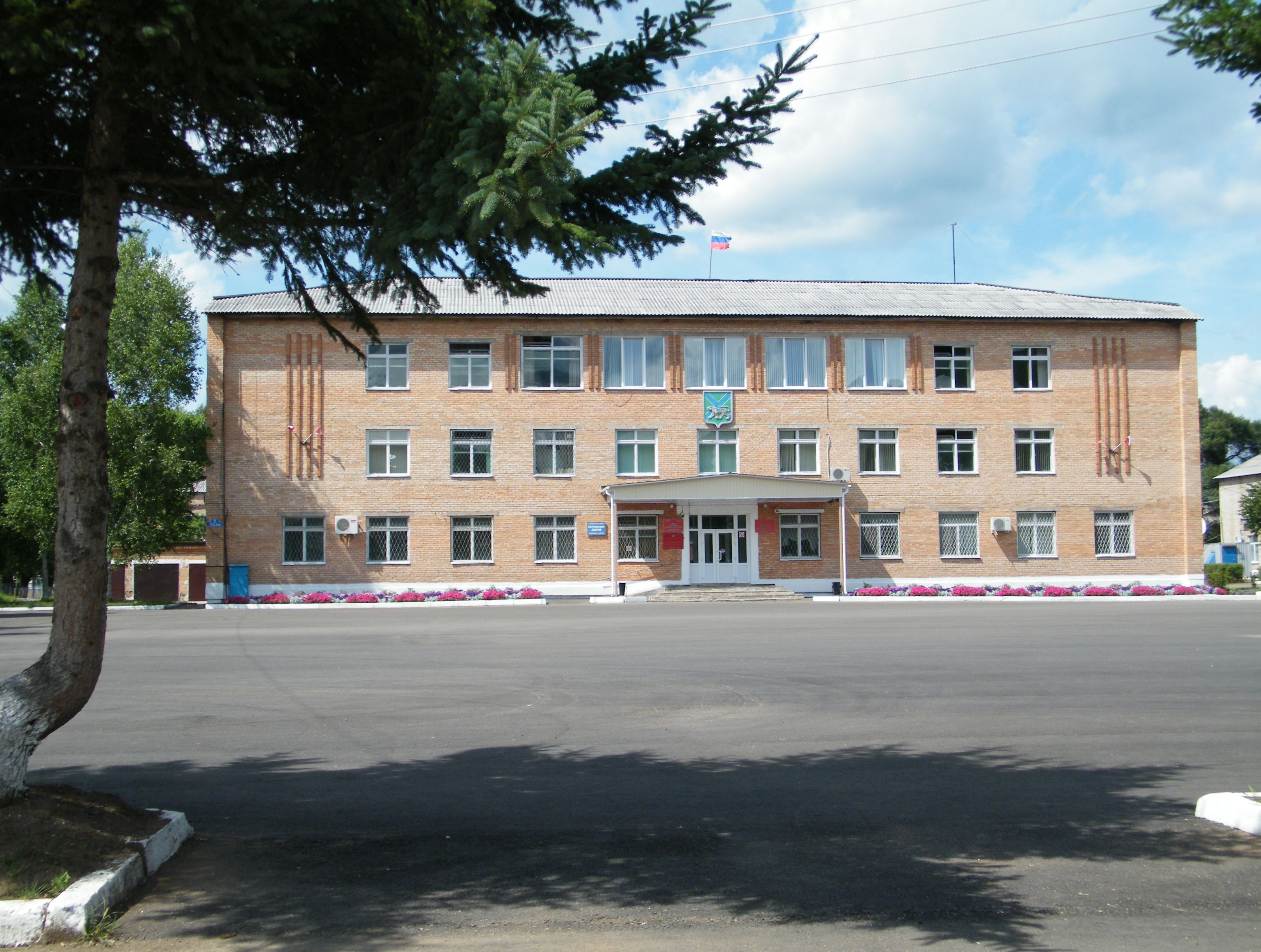
Gebäude der Rajonverwaltung
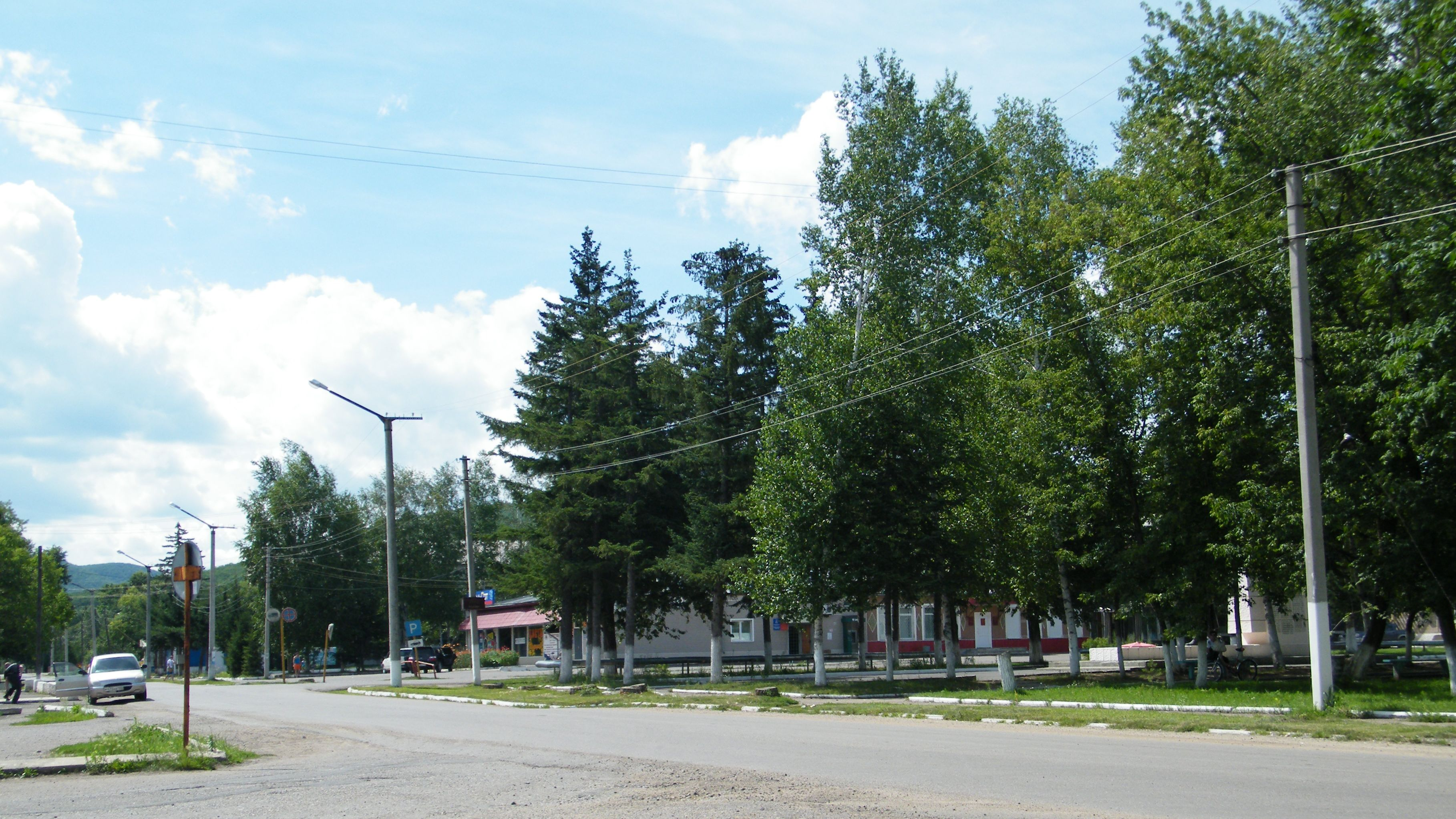
Straße in Anutschino
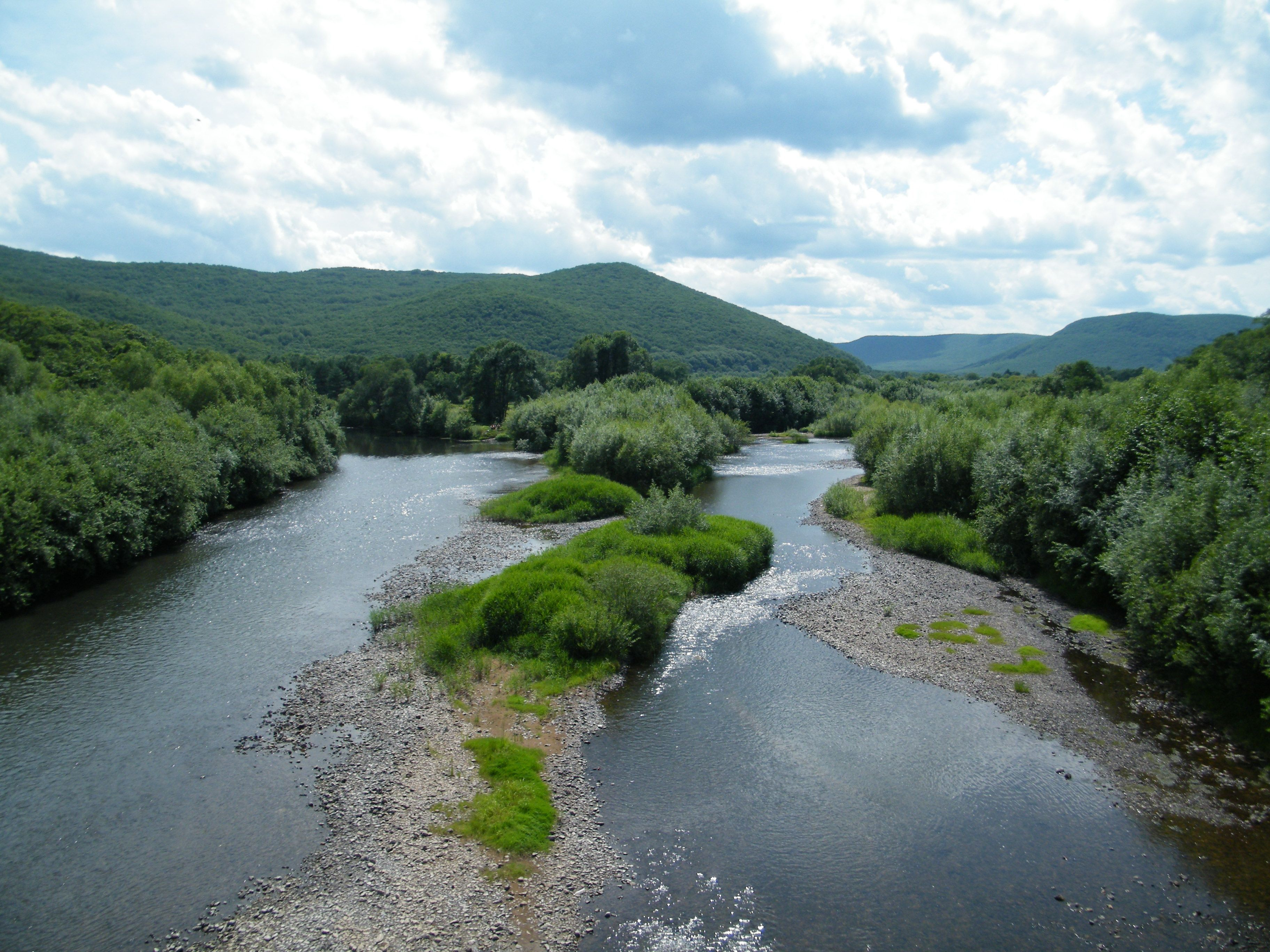
Die Arsenjewka bei Anutschino

## Geschichte
Der Ort wurde 1880 als Militärgarnison gegründet und nach dem Generalgouverneur Ostsibiriens Dmitri Gawrilowitsch Anutschin  benannt. Seit 23. März 1935 ist Anutschino Verwaltungssitz eines nach ihm benannten Rajons, der aus dem Iwanowski rajon mit Sitz im knapp 50 km westlich gelegenen Iwanowka herausgelöst worden war – mit Unterbrechung vom 1. Februar 1963 bis 12. Januar 1965, als der Rajon aufgelöst und sein Territorium dem Jakowlewski rajon mit Sitz im 60 km nordöstlich gelegenen Jakowlewka angeschlossen war.

### Bevölkerungsentwicklung
| Jahr | Einwohner |
| ---- | --------- |
| 1897 | 1232      |
| 1939 | 2653      |
| 1959 | 2615      |
| 1970 | 3338      |
| 1979 | 4260      |
| 1989 | 5364      |
| 2002 | 4772      |
| 2010 | 4462      |
| 2021 | 4239      |

Anmerkung: Volkszählungsdaten

## Verkehr
Anutschino liegt an der Regionalstraße 05N-100, die 70 km westlich des Ortes, nordöstlich von Ussurijsk, von der föderalen Fernstraße A370 Ussuri abzweigt und weiter über die knapp 30 km nordöstlich von Anutschino gelegene Stadt Arsenjew in Richtung Kawalerowo – Dalnegorsk – Rudnaja Pristan führt.
In Arsenjew befindet sich die nächstgelegene Bahnstation an der auf diesem Abschnitt 1940 eröffneten Nebenstrecke von Sibirzewo an der Transsibirischen Eisenbahn nach Tschugujewka (Station Nowotschugujewka).